# LP-4033
LP-4033a i LP-4033b són dues carreteres gestionades per la Diputació de Lleida.

## LP-4033a
La LP-4033a, és una carretera antigament anomenada provincial, actualment gestionada per la Diputació de Lleida. La L correspon a la demarcació de Lleida, i la P al seu antic caràcter de carretera provincial. Discorre pel terme municipal de Bellver de Cerdanya i Riu de Cerdanya a la comarca de la Cerdanya.
Aquesta carretera uneix la N-260, al terme de Bellver de Cerdanya, amb la N-260R, al terme de Baltarga i travessa el municipi de Bellver de Cerdanya i recorre Riu de Cerdanya.

## LP-4033b
La LP-4033b, és una carretera antigament anomenada provincial, actualment gestionada per la Diputació de Lleida. La L correspon a la demarcació de Lleida, i la P al seu antic caràcter de carretera provincial.

### Trajecte
La carretera neix a l'enllaç de la C-16 amb la N-260R al terme municipal de Baltarga i acaba amb l'enllaç amb la C-162 al terme municipal d'Alp. La carretera travessa els municipis de Sansor, Prats, Mossoll i Alp.

### Obres de millora
Enguany es van fer les obres d'eixamplament i pavimentament de la LP-4033a. També ha suposat la construcció d'una rotonda al nucli de Riu de Santa Maria així com la millora en la senyalització en tota la via. Aquests treballs de millora han suposat l'eixamplament de la calçada a 8 metres d'amplada formada per dos carrils de 3,5 metres cadascun i vorals de 0,5 metres.
El cost total ha estat d'1.321.833,45 euros, als que s'han de sumar 178.420,56 euros més corresponents a unes obres complementàries, que han inclòs el desplom d'un mur de contenció i el trencament d'una canalització de reg.

## LP-4033c
La LP-4033c, és una carretera antigament anomenada provincial, actualment gestionada per la Diputació de Lleida. La L correspon a la demarcació de Lleida, i la P al seu antic caràcter de carretera provincial.

Aquesta carretera transcorre en paral·lel la N-260R, al terme de Baltarga.